# 李光羲
李光羲（1929年11月15日—2022年3月13日），天津人，中华人民共和国男高音歌唱家。

## 生平
李光羲1929年生于天津一个普通职员家庭。17岁时，因父亲去世，李光羲从中学辍学接替父亲工作，成为天津开滦矿务局职员，养家糊口。在开滦矿务局工作期间，他利用业余时间参加演出，几年内几乎唱遍天津每个剧场，成为小有名气的业余歌手。
1953年中华人民共和国国庆节前，他所在的合唱队在作为中苏友好协会天津分会办公地点的天津庆王府内排练，在此他首次见到即将同台演出的王紫薇，后来二人结婚。
1956年，李光羲因主演中国第一部欧洲古典歌剧《茶花女》而成名。1964年在大型音乐舞蹈史诗《东方红》中演唱《松花江上》。文化大革命结束后的1970年代末，他演唱了《周总理，您在哪里》、《祝酒歌》。施光南的经典歌曲《祝酒歌》是在粉碎“四人帮”后不久写成，并分别给罗天婵和中央歌剧院女中音歌唱家苏凤娟试唱，李光羲无意中在同事苏凤娟处见到此歌，很快把它唱红，成为李光曦的保留曲目。他还先后演唱了《鼓浪屿之波》、《北京颂歌》等经典歌曲。他历任第六至九届全国政协委员，国家教委美音教育促进会理事、文化部技术职称考评委员剧院艺委会主任等职。曾获文化部演出评比一等奖、建国四十年优秀歌曲首唱奖、改革十年优秀演唱奖，中国首届“金唱片”奖、中国音乐家协会“金钟奖”终身成就奖、中国歌剧艺术终身成就奖、德艺双馨艺术家终身成就奖、世界艺术家协会声乐艺术杰出成就奖等荣誉。
2022年3月13日，李光羲因突发脑梗医治无效，在北京朝阳医院逝世，享年93岁。

## 作品
李光羲演唱的代表曲目有：
- 古典歌剧：《茶花女》、《叶甫根尼·奥涅金》、《货郎与小姐》
- 民族歌剧：《刘胡兰》、《阿依古丽》
- 歌曲：《祝酒歌》、《何日再相会》、《太阳出来喜洋洋》、《北京颂歌》、《牧马之歌》、《延安颂》、《红日照在草原上》、《周总理，您在哪里》、《鼓浪屿之波》、《远航》、《巍巍钟山迎朝阳》、《松花江上》
- 晚年八九旬仍活跃于舞台，并因演唱流行歌曲为年轻观众所熟知[8][6]。

## 著作
- 李光羲. . 北京市: 中国文联出版社. 2004.
- 李光羲. . 北京市: 知识产权出版社. 2013.

## 延伸阅读
- 周昌壁编. . 南宁市: 漓江出版社. 1984.
- 邱玉璞; 胡献廷. . 南宁市: 广西民族出版社. 2002.
- 乔智. . 北京市: 银谷艺术馆. 2014.